# Wushu tại Đại hội Thể thao Đông Nam Á 2003
Wushu tại Đại hội Thể thao Đông Nam Á năm 2003 được tổ chức tại Nhà thi đấu Trịnh Hoài Đức, Hà Nội, Việt Nam từ ngày 10 đến ngày 12 tháng 12 năm 2003. Các nội dung thi đấu của môn Wushu bao gồm hai nhóm chính là biểu diễn (taolu) và tán thủ (sanda) dành cho cả nam và nữ.
Trong phần biểu diễn, các vận động viên tranh tài ở nhiều bài quyền khác nhau như trường quyền, nam quyền, thái cực quyền, cùng với các bài binh khí như đao thuật, kiếm thuật, thương thuật, côn thuật, v.v.
Ở nội dung tán thủ, các võ sĩ thi đấu đối kháng theo từng hạng cân quy định, phân chia cho cả nam và nữ.

## Bảng huy chương
| Hạng               | Đoàn               | Vàng | Bạc | Đồng | Tổng số |
| ------------------ | ------------------ | ---- | --- | ---- | ------- |
| 1                  | Việt Nam (VIE)     | 14   | 9   | 8    | 31      |
| 2                  | Philippines (PHI)  | 6    | 4   | 5    | 15      |
| 3                  | Myanmar (MYA)      | 4    | 7   | 5    | 16      |
| 4                  | Malaysia (MAS)     | 2    | 1   | 4    | 7       |
| 5                  | Singapore (SIN)    | 1    | 4   | 2    | 7       |
| 6                  | Thái Lan (THA)     | 1    | 1   | 6    | 8       |
| 7                  | Indonesia (INA)    | 0    | 2   | 5    | 7       |
| 8                  | Lào (LAO)          | 0    | 0   | 3    | 3       |
| Tổng số (8 đơn vị) | Tổng số (8 đơn vị) | 28   | 28  | 38   | 94      |

## Tóm tắt kết quả

### Biểu diễn nam
| Nội dung       | Vàng                       | Bạc                          | Đồng                                                  |
| -------------- | -------------------------- | ---------------------------- | ----------------------------------------------------- |
| Trường quyền   | Ang Eng Chong · Malaysia   | Willy Wang · Philippines     | Oh Poh Soon · Malaysia                                |
| Đao thuật      | Arvin Ting · Philippines   | Trương Quốc Chí · Việt Nam   | Aung Si Thu · Myanmar                                 |
| Kiếm thuật     | Willy Wang · Philippines   | Pyi Wai Phyo · Myanmar       | Nguyễn Đoàn Trung · Việt Nam · Oh Poh Soon · Malaysia |
| Thương thuật   | Willy Wang · Philippines   | Nguyễn Đoàn Trung · Việt Nam | Wanchalerm Puang Thong · Thái Lan                     |
| Côn thuật      | Arvin Ting · Philippines   | Pwi Wai Phyo · Myanmar       | Nguyễn Tiến Đạt · Việt Nam                            |
| Nam quyền      | Ho Ro Bin · Malaysia       | Le Quang Huy · Việt Nam      | Zaw Zaw Moe · Myanmar                                 |
| Nam đao        | Trần Trọng Tuấn · Việt Nam | Ho Ro Bin · Malaysia         | Lê Quang Huy · Việt Nam                               |
| Nam côn        | Lê Quang Huy · Việt Nam    | Zaw Zaw Moe · Myanmar        | Pui Fook Chien · Malaysia                             |
| Thái cực quyền | Goh Qiu Bin · Singapore    | Yang Yong Kai · Singapore    | Chin Foh Nan · Malaysia                               |
| Thái cực kiếm  | Nguyễn Anh Minh · Việt Nam | Yang Yong Kai · Singapore    | Howandy Santoso · Indonesia · Goh Qiu Bin · Singapore |

### Đối kháng nam
| Hạng cân | Vàng                          | Bạc                              | Đồng                           |
| -------- | ----------------------------- | -------------------------------- | ------------------------------ |
| (48 kg)  | Lê Công Bút · Việt Nam        | Catalan Rene · Philippines       | Thein Htikeoo · Myanmar        |
| (48 kg)  | Lê Công Bút · Việt Nam        | Catalan Rene · Philippines       | Samrit Yossapol · Thái Lan     |
| (52 kg)  | Phan Quốc Vinh · Việt Nam     | Yan Win Kyi · Myanmar            | Hangmahongsa · Lào             |
| (52 kg)  | Phan Quốc Vinh · Việt Nam     | Yan Win Kyi · Myanmar            | Suchat Suktam · Thái Lan       |
| (56 kg)  | Ha Hone · Myanmar             | Trần Nhật Huy · Việt Nam         | Nganhayna Rexel · Philippines  |
| (56 kg)  | Ha Hone · Myanmar             | Trần Nhật Huy · Việt Nam         | Phichit Chaisak · Thái Lan     |
| (60 kg)  | Diệp Bảo Minh · Việt Nam      | Pasiwat Joseph · Philippines     | Jacki Susanto · Indonesia      |
| (60 kg)  | Diệp Bảo Minh · Việt Nam      | Pasiwat Joseph · Philippines     | Wichan Toonkaratoak · Thái Lan |
| (65 kg)  | Saksit Kaewphet · Thái Lan    | Lê Thanh Hòa · Việt Nam          | Saw Khaing · Myanmar           |
| (65 kg)  | Saksit Kaewphet · Thái Lan    | Lê Thanh Hòa · Việt Nam          | Kelly Eric James · Philippines |
| (70 kg)  | Folayang Eduard · Philippines | Wiphakdeerattanamanee · Thái Lan | Sonny Rambing · Indonesia      |
| (70 kg)  | Folayang Eduard · Philippines | Wiphakdeerattanamanee · Thái Lan | Phùng Anh Tuấn · Việt Nam      |

### Biểu diễn nữ
| Nội dung       | Vàng                            | Bạc                         | Đồng                         |
| -------------- | ------------------------------- | --------------------------- | ---------------------------- |
| Trường quyền   | Nguyễn Thúy Hiền · Việt Nam     | Đàm Thanh Xuân · Việt Nam   | Nurdiana · Indonesia         |
| Đao thuật      | Nguyễn Thúy Hiền · Việt Nam     | Đàm Thanh Xuân · Việt Nam   | Nurdiana · Indonesia         |
| Kiếm thuật     | Nguyễn Thị Mỹ Đức · Việt Nam    | Susyana Tjhan · Indonesia   | Ma Wai Yi Maung · Myanmar    |
| Côn thuật      | Đàm Thanh Xuân · Việt Nam       | Susyana Tjhan · Indonesia   | Lee Wen Xin · Singapore      |
| Thương thuật   | Nguyễn Thị Mỹ Đức · Việt Nam    | Nguyễn Thúy Hiền · Việt Nam | Loo Sim Fang · Malaysia      |
| Nam quyền      | Ma Swe Swe Thant · Myanmar      | Lily So · Philippines       | Nguyễn Phương Lan · Việt Nam |
| Nam đao        | Nguyễn Thị Ngọc Oanh · Việt Nam | Ma Swe Swe Thant · Myanmar  | Lily So · Philippines        |
| Nam côn        | Nguyễn Phương Lan · Việt Nam    | Ma Swe Swe Thant · Myanmar  | Lily So · Philippines        |
| Thái cực quyền | Khaing Khaing Maw · Myanmar     | Jennee Sae Tang · Singapore | Bùi Mai Phương · Việt Nam    |
| Thái cực kiếm  | Khaing Khaing Maw · Myanmar     | Yow Wei Quin · Singapore    | Bùi Mai Phương · Việt Nam    |

### Đối kháng nữ
| Hạng cân | Vàng                       | Bạc                    | Đồng                          |
| -------- | -------------------------- | ---------------------- | ----------------------------- |
| (48 kg)  | Bùi Thu Trang · Việt Nam   | Thin Zar Soe · Myanmar | Khouanpasa Hanasakda · Lào    |
| (48 kg)  | Bùi Thu Trang · Việt Nam   | Thin Zar Soe · Myanmar | Lagilag Jenifer · Philippines |
| (52 kg)  | Andres Dolly · Philippines | Ngô Thị Hà · Việt Nam  | Manivath Chanthavongsa · Lào  |
| (52 kg)  | Andres Dolly · Philippines | Ngô Thị Hà · Việt Nam  | Maliwan Sopha · Thái Lan      |